# No te enamores
No te enamores è un singolo della cantante cileno-statunitense Paloma Mami, pubblicato il 21 dicembre 2018 su etichetta discografica Sony Music Latin.

## Tracce
1. No te enamores – 3:03